# Emesis fastidiosa
Emesis fastidiosa är en fjärilsart som beskrevs av Ménétriés 1855. Emesis fastidiosa ingår i släktet Emesis och familjen Riodinidae. Inga underarter finns listade i Catalogue of Life.

## Bildgalleri

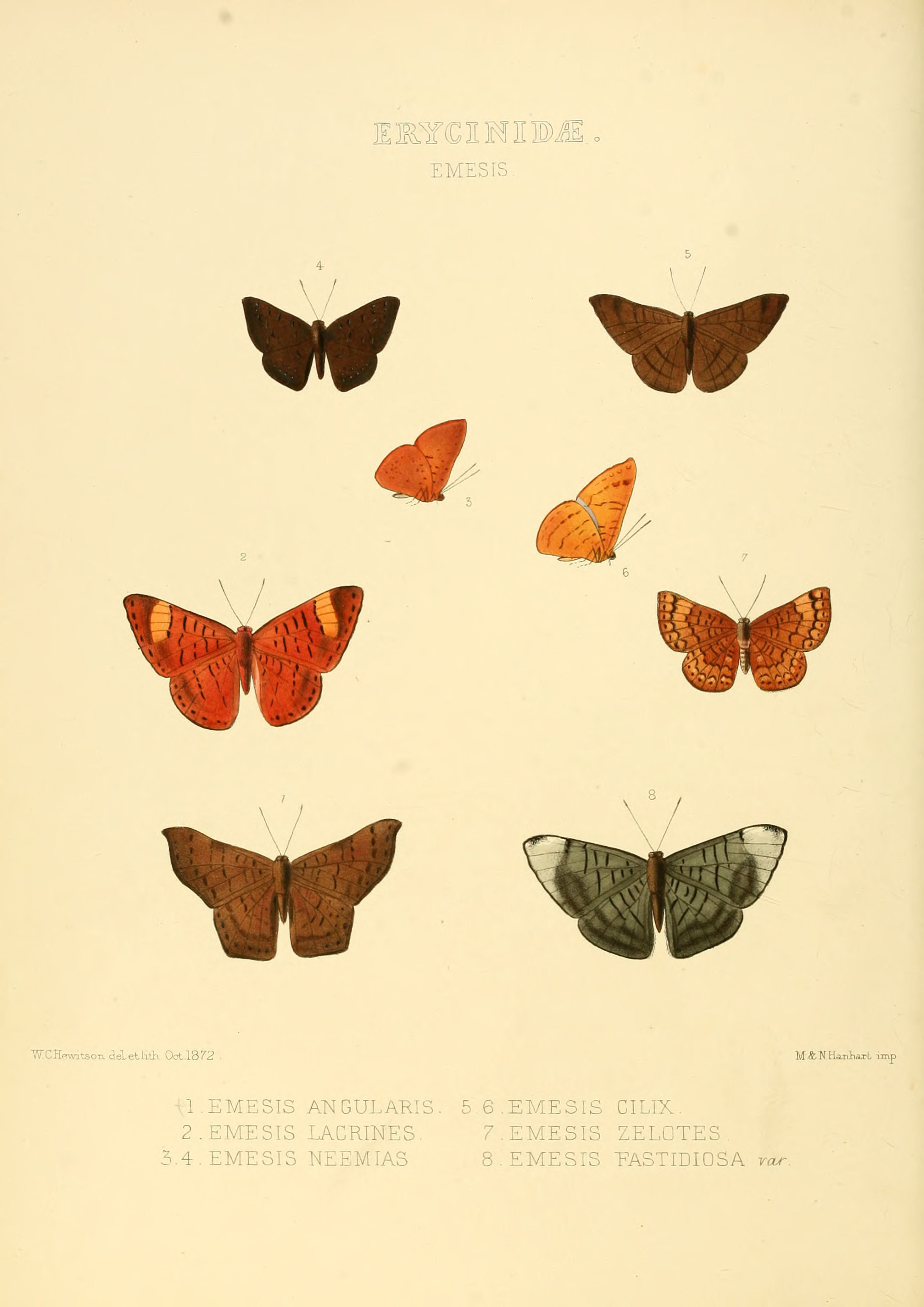